# دینا بروک
دانا بروک (انگلیسی: Dana Brooke؛ زادهٔ ۲۹ نوامبر ۱۹۸۸) مدل (شخص)، و کشتی‌گیر کشتی حرفه‌ای اهل ایالات متحده آمریکا است و در برند اسمکدان فعالیت میکند.او در یکی از شو های فرایدی نایت اسماکداون با لیسی اونز تیم شد و مقابل ساشا بنکس و بیلی قهرمان زنان اسماکداون قرار گرفتند که بر آنها چیره شدند.او در شو سه هفته ی بعد یعنی درشب بازگشت جان سینا به میادین با همراهی کارملا مقابل سونیا دویل و مندی روز و همراهی دولف زیگلر قرار گرفتند که دینا با دریافت رانینگ نی از مندی و دخالت کوچک دولف زیگلر مندی روز و سونیا دویل پیروز مسابقه شدند و او نیز سال 2020 را سالی موفق برای خود و هوادارنش خواند.
وی نامزد بدنساز حرفه ای فوت شده دالاس مک کارور بود .